# Datilská oblast
Datilská oblast (anglicky Datil Section) je oblast na jihovýchodě Koloradské plošiny. Leží na východě Arizony a na západě Nového Mexika, ve Spojených státech amerických. Většina území je pokryta lávovými příkrovy a vulkanickými pohořími.

## Geografie a geologie
Jednou z dominant oblasti je stratovulkán Mount Taylor, nejvyšší hora pohoří San Mateo Mountains, vstupující z vulkanického pole na západě Nového Mexika. Většina Datilské oblasti je pokryta silnými vrstvami bazaltických láv a andezitů, případně vulkanických konglomerátů pískovce a jílovce.